# 霍多夫 (石勒苏益格-荷尔斯泰因州)
霍多夫（德語：Hodorf）是德国石勒苏益格－荷尔斯泰因州的一个市镇。总面积7.50平方公里，总人口217人，其中男性114人，女性103人（2011年12月31日），人口密度29人/平方公里。